# Preistoria americana
La Preistoria americana è il periodo di tempo compreso tra il popolamento del continente e la formazione delle grandi civiltà americane. Si tratta di una fase storica di grande interesse di ricerca visto che il continente americano fu l'unica porzione di terra nel pianeta che ebbe uno sviluppo umano isolato fino al suo incontro diretto con le culture europee, africane e del resto del mondo. Questo non significa che non abbia avuto una qualsiasi forma di interazione con il resto del mondo, ma i popoli americani non furono partecipi degli avvenimenti storici e degli altri risultati che furono comuni al resto dei continenti fino al 1492. 
Con la scoperta dell'agricoltura durante il Periodo Formativo, cominciò la sedenterizzazione e a partire da questo momento nacquero le principali culture americane, alcune delle quali svilupparono la scrittura, complessi e precisi calendari, tecniche di coltivazione, osservazioni astronomiche e altre conoscenze che le misero alla pari delle altre civiltà nel resto del mondo. Se l'isolamento millenario dell'America può aver creato una certa emarginazione dei progressi di culture come la greca, la cinese, l'egizia, la fenicia, i progressi culturali americani non rappresentarono altro che la capacità dell'uomo di adattarsi e sopravvivere in un determinato contesto ambientale.
La preistoria americana è oggetto di studio permanente viste le molte domande che rimangono senza risposte certe come le teorie del popolamento e la storia e lo sviluppo di molti popoli indigeni americani.

## Popolamento del continente
Fino agli ultimi decenni del XX secolo, esisteva un ampio consenso riguardo all'arrivo dell'uomo nel continente americano dalla Siberia all'Alaska attraverso il ponte di Bering intorno al 14000 a.C. (teoria del popolamento tardo). Ultimamente la teoria del popolamento tardo è sempre più messa in discussione.
Conosciuta anche come Cultura Clovis, la teoria del popolamento tardo si formulò integrando differenti teorie e scoperte scientifiche:
La scoperta nel 1928 della Cultura Clovis, risalente a 13.500 anni fa, e con il suo riconoscimento unanime nel 1937 si provò la presenza umana in America durante il Pleistocene;
La teoria di Aleš Hrdlička pubblicata nel 1937, secondo cui l'uomo sarebbe entrato nel continente americano dalla Siberia attraverso lo Stretto di Bering;
La teoria di C. Vance Haynes esposta nel 1964, secondo cui durante l'ultima glaciazione il calo del livello degli oceani aveva provocato la formazione del Ponte di Bering, una striscia di terra che congiungeva Asia e America. Da qui si suppone che un gruppo di cacciatori-raccoglitori sia penetrato nel continente americano seguendo un corridoio aperto tra i ghiacci dal corso del fiume Makenzie attorno al 14000 a.C.
La teoria del popolamento tardo è stata più volte messa in discussione da scienziati provenienti da diverse aree di studio (archeologi, genetisti, linguisti) che hanno elaborato una nuova teoria del popolamento precoce che sostiene un'antichità maggiore per la prima entrata nel continente (tra 20.000 e 60.000 anni fa) e rotte d'ingresso alternative.
Il tema è oggetto di un appassionato e appassionante dibattito antropologico tra i difensori delle due teorie.
Le nuove teorie sul popolamento precoce si trovano d'accordo con le già esistenti teorie che affermano l'esistenza di multiple correnti migratorie: attraverso l'Alaska e l'Oceano Pacifico (Paul Rivet), dall'Australia utilizzando un ponte di terra come quello di Bering ma nella zona antartica e entrando dal Sudamerica, e anche dall'Europa come conferma la presenza dell'aplogruppo X nel DNA mitocondriale di alcuni indigeni.
Nonostante i dubbi e le critiche del dibattito scientifico riguardo al popolamento dell'America, ci sono delle conclusioni che si possono proporre:
- È molto probabile che l'Uomo americano primitivo provenga dal continente asiatico, in particolare i gruppi umani dovevano essere originari delle steppe siberiane o della regione del Sud-Est asiatico. La somiglianza tra i gruppi di popolazioni asiatiche di quelle regioni e gli aborigeni americani è stata oggetto di studio: etnologia, linguistica, cosmologia e altri fattori hanno permesso di costituire un legame tra i due gruppi umani, anche se sono state segnalate notevoli differenze antropologiche in alcuni gruppi indigeni sudamericani che potrebbero suggerire un'origine melanesica o australiana.
- È probabile che la direzione dell'ondata di popolamento sia stata da nord a sud. Tuttavia, il fatto che le datazioni più antiche, confermate da tutta la comunità scientifica, Clovis (Stati Uniti, 12.900 anni fa) e Monte Verde (Cile, 12.500 anni fa) si trovino simultaneamente in America del Nord e nell'estremo sud della Patagonia non permette di giungere a una conclusione definitiva riguardo a questo punto.
- Le culture preistoriche e le civiltà americane si svilupparono indipendentemente dal resto del pianeta.
- La Rivoluzione Neolitica americana è originale e non ha alcuna relazione con quella che si produsse in Mesopotamia.
- Non esistono prove concrete dell'arrivo di gruppi umani in America dopo l'allagamento del Ponte di Bering (11.000 anni fa, Scott A. Elias) e la definitiva separazione del continente americano da quello asiatico, né siamo in possesso di prove schiaccianti che permettano di affermare che le civiltà precolombiane abbiano avuto contatti con popoli di altri continenti. È provato che nel 982 d.C. i Vichinghi cominciarono l'esplorazione della Groenlandia, ma la loro penetrazione nel continente non fu significativa. Altre ipotesi come l'arrivo dei fenici, degli egiziani, dei greci, dei cinesi e dei giapponesi, grazie alla loro abilità marittima, continuano con l'essere ipotesi di difficile dimostrazione. Ancora meno sono le attestazioni di un'eventuale presenza di americani negli altri continenti.

## Periodi preistorici americani
La storia dell'America precolombiana è stata suddivisa in 5 periodi. I primi tre corrispondono propriamente alla Preistoria, mentre gli ultimi due corrispondono allo sviluppo delle civiltà americane.
La preistoria americana comincia nel momento in cui i primi popoli provenienti dal continente asiatico attraversarono l'Alaska circa 40.000 anni fa, fino allo sviluppo delle civiltà americane nel III sec. 
È stata divisa in
- Periodo Paleoindio (Paleolitico)
- Periodo Arcaico (Neolitico)
- Periodo Formativo

### Periodo Paleoindio o Paleolitico americano
Il periodo Paleoindio, o Paleolitico americano, è il periodo più lungo della Preistoria americana. Comincia dall'arrivo dei primi uomini nel continente (circa 40.000 anni fa) fino alla scoperta dell'Agricoltura in Mesoamerica (10.000 anni fa). Non si può stabilire con certezza quale parte del continente fu popolata per prima, in quanto le datazioni che unanimemente sono riconosciute come le più antiche del continente si trovano una nel Nord e l'altra nel Sud America.
La maggiore certezza riguardo al periodo paleoindio è costituita dalla Cultura Clovis. Fino alla metà del sec. XX era considerata la più antica del continente (da 13.000 a 10.000 anni fa), ma gli scavi realizzati nella seconda metà del secolo hanno rivelato l'esistenza di culture più antiche (Pre-Clovis).

### Periodo Arcaico o Neolitico americano
Il Periodo Arcaico, o Neolitico americano è caratterizzato dall'avvento della Rivoluzione neolitica.

### Periodo Formativo
Il Periodo Formativo è caratterizzato dall'introduzione della metallurgia.